# 혼도리역
혼도리역(일본어: 本通駅, ほんどおりえき 혼도오리에키[*])은 일본 히로시마현 히로시마시 나카구에 위치한 히로시마 고속 교통의 철도역이다. 히로시마 고속 교통의 1호선이 운영중이다.

## 개요
지하가지야마치 샤레오의 남단에 있는 지하역에서 히로시마 신교통 1호선 역에서는 가장 표고가 낮다(-11.4m). 옆의현청 앞역과는 300m밖에 떨어져 있지 않고, 지하 가이치야마치 샤레오를 통해 연결되어 있다. 코인 로커 설치 역. 히로시마 전철 우지나선의 정류장이 거의 바로 위에 있다.
지야마치 샤레오와 지하 연락구에서 직결되어 있는 외, 지상 출입구를 공유하고 있다.혼도리역 구내에 연결되는 본통 교차점(서쪽·동쪽)과 의 3개의 출입구에 관해서는, 아스트램 라인의 이미지 칼라·로고등을 사용해, 역 출입구인 것을 강조하는 것과 동시에 「샤레오 연락 통로」의 안내를 병기하고 있다.

## 역 구조
히로시마 고속 교통의 혼도리 역은 섬식 승강장 1면 2선의 구조를 갖춘 지하역이다.
| 1 | ■ 하행 | 조호쿠 · 우시타 · 기온신바시키타 · 나카스지 · 오마치 · 비샤몬다이 · 야스히가시 · 다카도리 · 조라쿠지 · 도모 · 오바라 · 오즈카 · 고이키코엔마에 방면 |
| 2 | ■ 하행 | 조호쿠 · 우시타 · 기온신바시키타 · 나카스지 · 오마치 · 비샤몬다이 · 야스히가시 · 다카도리 · 조라쿠지 · 도모 · 오바라 · 오즈카 · 고이키코엔마에 방면 |

## 같이 보기
- 히로시마 고속 교통 히로시마 신교통 1호선
- 히로시마 고속 교통

| 히로시마 고속 교통 히로시마 신교통 1호선 | 히로시마 고속 교통 히로시마 신교통 1호선 | 히로시마 고속 교통 히로시마 신교통 1호선 |
| ---------------------------------------- | ---------------------------------------- | ---------------------------------------- |
| 시·종착역                                | ■ 아스트램 라인                          | 겐초마에 고이키코엔마에 방면             |